# Media Naranja
Media Naranja es una localidad argentina ubicada en el departamento Cruz del Eje de la Provincia de Córdoba. Se encuentra 1 km al oeste del río Cruz del Eje, cuyas aguas se aprovechan para el riego de la zona. Se desarrolla linealmente a lo largo de la ruta provincial A175.
Entre los cultivos de la zona se destacan el algodón, el olivo., tomate y ajo.
El nombre hace referencia a la forma de los campos ubicados al norte y sur de la localidad.
Cuenta con un centro de salud y una institución deportiva denominada Club Unión.
Tiene dos jardines de infantes (Juana Manuela Gorriti y Martín Güemes), dos escuelas primarias (Juana Manuela Gorriti y Martín Güemes), una escuela Secundaria de régimen común y una escuela secundaria para Adultos.

## Población
Cuenta con 1198 habitantes (Indec, 2022), frente a los 800 habitantes (Indec, 2010) del censo anterior.
| Gráfica de evolución demográfica de Media Naranja entre 1991 y 2022 |
|                                                                     |
| Fuente: Censos nacionales del INDEC                                 |